# Panamská fotbalová reprezentace
Panamská fotbalová reprezentace ( španělsky : Selección de fútbol de Panamá ) reprezentuje Panamu v mužském mezinárodním fotbale a je řízena Panamskou fotbalovou federací. Tým zastupuje všechny tři FIFA, CONCACAF a regionální UNCAF.
Panama se poprvé kvalifikovala na mistrovství světa ve fotbale na turnaji 2018 v Rusku a vstřelila svůj první gól na mistrovství světa proti Anglii, ačkoli zápas prohrála 6-1. Skončili na konci své skupiny.
Panama skončila na druhém místě ve Zlatém poháru 2005 a Zlatém poháru 2013, přičemž v obou případech prohrála se Spojenými státy. Panama také soutěžila v subregionálním Copa Centroamericana, který vyhrála v roce 2009 a ve finále porazila Kostariku   (0–0 na plný úvazek, 5–3 na penalty). Třikrát skončili na třetím místě (1993, 2011, 2014) a skončili jako druzí za Hondurasem v ročníku 2017, který hostili.
Národní tým se přezdívá „Los Canaleros“ („Muži z kanálu“) v odkazu na Panamský průplav.

## Úspěchy

### Mistrovství světa
Seznam zápasů panamské fotbalové reprezentace na MS
| Rok    | Účast                                           | Soupisky |
| ------ | ----------------------------------------------- | -------- |
| 1930   | Bez účasti                                      |          |
| 1934   | Bez účasti                                      |          |
| 1938   | Bez účasti                                      |          |
| 1950   | Bez účasti                                      |          |
| 1954   | Bez účasti                                      |          |
| 1958   | Bez účasti                                      |          |
| 1962   | Bez účasti                                      |          |
| 1966   | Bez účasti                                      |          |
| 1970   | Bez účasti                                      |          |
| 1974   | Bez účasti                                      |          |
| 1978   | Nepostoupili z kvalifikace                      |          |
| 1982   | Nepostoupili z kvalifikace                      |          |
| 1986   | Nepostoupili z kvalifikace                      |          |
| 1990   | Nepostoupili z kvalifikace                      |          |
| 1994   | Nepostoupili z kvalifikace                      |          |
| 1998   | Nepostoupili z kvalifikace                      |          |
| 2002   | Nepostoupili z kvalifikace                      |          |
| 2006   | Nepostoupili z kvalifikace                      |          |
| 2010   | Nepostoupili z kvalifikace                      |          |
| 2014   | Nepostoupili z kvalifikace                      |          |
| 2018   | nepostoupili ze skupiny                         | soupiska |
| 2022   | Nepostoupili z kvalifikace                      |          |
| Celkem | Účast – 1× Zlato – 0×, Stříbro – 0×, Bronz – 0× |          |

### Mistrovství ve fotbale zemí CONCACAF
- 1963 – 1. předkolo
- 1965 – bez účasti
- 1967 do 1969 – nepostoupili z kvalifikace '
- 1971 do 1973 – bez účasti
- 1977 do 1989 – nepostoupili z kvalifikace

### Zlatý pohár CONCACAF
| Rok          | Fáze                       | Z                          | V                          | R                          | P                          | GV                         | GO                         |
| ------------ | -------------------------- | -------------------------- | -------------------------- | -------------------------- | -------------------------- | -------------------------- | -------------------------- |
| 1991         | nepostoupili z kvalifikace | nepostoupili z kvalifikace | nepostoupili z kvalifikace | nepostoupili z kvalifikace | nepostoupili z kvalifikace | nepostoupili z kvalifikace | nepostoupili z kvalifikace |
| 1993         | skupinová fáze             | 3                          | 0                          | 1                          | 2                          | 3                          | 8                          |
| 1996 do 1998 | nepostoupili z kvalifikace | nepostoupili z kvalifikace | nepostoupili z kvalifikace | nepostoupili z kvalifikace | nepostoupili z kvalifikace | nepostoupili z kvalifikace | nepostoupili z kvalifikace |
| 2000         | bez účasti                 | bez účasti                 | bez účasti                 | bez účasti                 | bez účasti                 | bez účasti                 | bez účasti                 |
| 2002 do 2003 | nepostoupili z kvalifikace | nepostoupili z kvalifikace | nepostoupili z kvalifikace | nepostoupili z kvalifikace | nepostoupili z kvalifikace | nepostoupili z kvalifikace | nepostoupili z kvalifikace |
| 2005         | finalista                  | 6                          | 3                          | 2                          | 1                          | 7                          | 6                          |
| 2007         | čtvrtfinále                | 4                          | 1                          | 1                          | 2                          | 6                          | 7                          |
| 2009         | čtvrtfinále                | 4                          | 1                          | 1                          | 2                          | 7                          | 5                          |
| 2011         | Semifinále                 | 5                          | 2                          | 2                          | 1                          | 7                          | 6                          |

### Pohár národů UNCAF (Středoamerický pohár)
- 1991 – předkolo
- 1993 – 3. místo
- 1995 – skupinová fáze
- 1997 – skupinová fáze
- 1999 – bez účasti
- 2001 – 4. místo
- 2003 – 5. místo
- 2005 – 4. místo
- 2007 – finalista
- 2009 – vítěz

### Kontinentální mistrovství
- Mistrovství CCCF 1951 – Vítěz

## Nejlepší střelci
Tučně uvedeni hráči, kteří pořad hrají v reprezentaci.
| Hráč                 | Roky      | Góly |
| -------------------- | --------- | ---- |
| Julio Dely Valdés    | 1990-2005 | 22   |
| Blas Pérez           | 2000-     | 18   |
| Luis Tejada          | 2004-     | 16   |
| Victor Rene Mendieta | 1990-2002 | 16   |
| Roberto Brown        | 2000-     | 14   |
| Jorge Dely Valdés    | 1990-2005 | 13   |
| Ricardo Phillips     | 1996-     | 9    |

## Hráči s nejvíce starty v národním týmu
| Hráč                | Roky      | Zápasy (góly) |
| ------------------- | --------- | ------------- |
| José Anthony Torres | 2000-2007 | 85 (0)        |
| Ricardo Phillips    | 1996-2007 | 80 (8)        |
| Luis Ernesto Tapia  | 1963-1979 | 77 (27)       |
| Alberto Blanco      | 2000-2007 | 66 (2)        |
| Felipe Baloy        | 2001-2007 | 61 (2)        |
| Ubaldo Guardia      | 1993-2003 | 60 (0)        |
| José Luis Garcés    | 2000-2007 | 58 (20)       |
| Carlos Rivera       | 2004-2007 | 49 (3)        |
| Engie Mitre         | 2003-2006 | 48 (0)        |
| Luis Moreno         | 2001-2007 | 45 (0)        |
| Luis Henriquez      | 2004-2007 | 41 (0)        |
| Roberto Brown       | 2000-2007 | 40 (14)       |

## Aktuální soupiska
Niže uvedených 16 hráčů bylo povolaných do přátelského zápasu proti Venezuele 11. srpna 2010. Počet zápasů a gólů aktuální k 11. srpnu 2010.